# Blue Corn Music
Blue Corn Music is een Amerikaans platenlabel waarop blues, Americana, bluegrass en folk uitkomt. Het werd in 2001 in Austin opgericht door Denby Auble, de huidige eigenaar. 
Artiesten die op het label uitkwamen zijn onder meer Austin Lounge Lizards, Sarah Borges, Adam Caroll, Susan Cowsill, Steve Forbert, Ruthie Foster, Caroline Herring, David Holt en Gurf Morlix. 